# Pachydema hirticollis
Pachydema hirticollis är en skalbaggsart som beskrevs av Fabricius 1787. Pachydema hirticollis ingår i släktet Pachydema och familjen Melolonthidae. Inga underarter finns listade i Catalogue of Life.